# Psaenythia quinquefasciata
Psaenythia quinquefasciata är en biart som beskrevs av Carlos Schrottky 1907. Psaenythia quinquefasciata ingår i släktet Psaenythia och familjen grävbin. Inga underarter finns listade i Catalogue of Life.